# فارس مادارا
فارس مادارا (بالبلغارية:  Мадарски конник)‏ هو نَقش موجود على صَخرة كبيرة مُنذ العصور الوسطى المبكرة، توجد على هَضبة مادار في مدينة شومن في شمال شرق بلغاريا، بالقرب من قرية مادارا. ويَرجع تاريخ النَصب التذكاري لحوالي سنة 710. هذا النحت الصخري فريد من نوعه في أوروبا. في عام 1979 تم إدراجه في قائمة التراث العالمي لليونيسكو كمَعلم ذي أهمية عالمية، وفي سنة 2008 تم إعلانُه رمزاً للبلاد أمام العالم.
يَرتفع النَحت على ارتفاع 23 متر ويُمَثل النَحت بالتحديد فارساً يَحمل رُمحاً وأسد صريع تحت حوافر فرسه وكلب صيده خلفه، ونسر يطير أمام فارس. ويُعبر المَشهد عن رَمز لانتصار عسكري.

## التاريخ
ورد في أسطورة قديمة أنه جاء أحد الملوك اللاتين إلى الهضبة للصيد لكنه هوى من الصخور فمات، وقد عهد أقرباؤه من بعد موته إلى بعض النحّاتين بنحت صورته في الصخور. وقد خَمَنت بعض الفَرضيات العِلمية أن الصورة تعود إلى خان كْروم (حكم بين 803 - 814) أو خان تيرفيل (حكم بين 701 - 718) أو أسباروخ (حكم بين 681 - 701) وحتى إفترضت أنه الإله تانغرا وهو الإله الرئيسي لدى التراقيون (البلغار القدماء).

## إنظر أيضاً
- دير ريلا
- كنيسة بويانا